# Константин Куситасев
Константин Димитров Куситасев е български лекар и общественик, масон, от първата половина на XX век.

## Биография
Куситасев е роден на 10 март 1900 година. Произхожда от прилепския род Куситасеви. От 1920 до 1927 година учи медицина и специализира вътрешни болести в Лайпциг. През 1922 година е деец на Македонския Младежки Сговор. Същата година в Лайпциг става член на студентска комунистическа група. В 1926 година работи като лекар във Варна, в 1927 – 1928 в Лом, в 1930 отново във Варна, след това в същата година в София като лекар хигиенист при общината. От 1934 година е учител-лекар в Трета гимназия. В 1930 година става член на Българската комунистическа партия. Куситасев е един от основателите на радикалната лява група Обществен лекар, основана през 1931 година. В 1937 – 1943 година Куситасев е секретар на Българския лекарски съюз. Като такъв през ноември 1940 година отправя писмен протест срещу Закона за защита на нацията. През 1941 година е уволнен по Закона за защита на държавата и два пъти е въдворяван в лагера Кръстополе.
След Деветосептемврийския преврат от 1944 година, работи като главен директор на народното здраве, главен секретар на Министерството на народното здраве (1944 – 1947), заместник-министър на МНЗ (1947 – 1950) и директор на Научноизследователския санитарно-хигиенен институт (1950 – 1955).
Умира в София в 1955 година.
| |  |  |
| Изложение от Управителния съвет на Българския лекарски съюз до председателя на ХХV ОНС срещу законопроекта за защита на нацията, подписано от д-р Иван Койчев, председател на БЛС, и д-р Константин Куситасев, секретар, 5 ноември 1940 г. |  |  |